# Biko Agozino
Biko Agozino (Awgu, 27 luglio 1961) è un criminologo nigeriano, noto per il suo libro edito nel 1997 ed intitolato "Le donne di colore e il sistema di giustizia penale".

## Biografia
Dopo la laurea in sociologia alla University of Calabar ha concluso il dottorato in criminologia alla University of Edinburgh.
Agozino ha curato la collana intitolata Interdisciplinary Research Series in Ethnic, Gender and Class Relations per conto della Ashgate Publishing e scrivendo il primo dei circa dodici volumi.
È stato nominato redattore capo del African Journal of Criminology and Justice Studies e membro del comitato editoriale di Jenda: A Journal of West African Women's Studies and Culture.
Attualmente è coordinatore criminologo e docente alla University of the West Indies, St Augustine, Trinidad and Tobago.

## Opere
I campi di ricerca di Agozino spaziano dal passato al presente del fenomeno coloniale e del relativo impatto sul modo con il quale le minoranze etniche sono tutelate nel mondo dal punto di vista penale. Il suo obiettivo è di analizzare la prospettiva postcoloniale nella criminologia africana. Agozino challenges the criminology discipline to "decolonize" its theories and methods and to undo the harm that has been done.
Nell'introduzione al libro di Gabbidon W.E.B. Du Bois on crime and justice, Agozino affermava che l'eccessiva punibilità nel sistema di giustizia penale di vari paesi, tra i quali gli Stati Uniti, l'Inghilterra, il Sudafrica e la Russia hanno alimentato piuttosto che ridotto il problema criminale. Denunciò, inoltre, l'ipocrisia dei leader angloamericani nel affibbiare a Nelson Mandela l'etichetta di "terrorista", nonostante questi avesse lottato contro il regime dell'apartheid in Sudafrica.
A lui va il merito di aver rinnovato la prospettiva coloniale sull'etnia e sul crimine, discutendo lo sviluppo della criminologia nei paesi occidentali e il loro impatto sulle altre società, in particolare nelle prime colonie.
Nel suo libro più importante "Le donne di colore ed il sistema di giustizia penale" Agozino evidenzia il ruolo dell'etnia e dell'etnicità nel negoziato di potere dentro l'amministrazione penitenziaria, dove i detenuti di colore sono decisamente sottovalutati dal personale di polizia penitenziaria e sovrastimati dagli autoctoni. Non rileva, tuttavia, l'importanza dei fattori di classe e di origine geografica, almeno in Inghilterra.
Nel suo libro discute anche sulle posizioni politiche sui tipi di reati, evidenziando che quando Jocelyn Elders disse che il governo avrebbe assunto una posizione determinata verso i paesi che depenalizzavano le sostanze stupefacenti, fu allontanata dalla sua posizione dal presidente Bill Clinton.

La recensione sul libro di Agozino Counter-Colonial Criminology: A Critique of Imperialist Reason così conclude: 
(Mark Christian)
Un'altra recensione del libro tratta della complessità e della creatività di questo lavoro ottimistico.